# محمد وهدان
د. محمد طه وهدان (27 يناير 1961 الإسماعيلية -) عضو مكتب إرشاد جماعة الإخوان المسلمين ومسؤول قسم التربية بالجماعة وأستاذ دكتور بكلية الزراعة جامعة قناة السويس. متزوج ولديه ولدان وبنتان

## العمل
- أستاذًا مساعدًا بكلية الزراعة جامعة قناة السويس.[1]
- حصل على الدكتوراة في تخصصه «البساتين والفاكهة» عام 1998م[1]
- حصل على بكالوريوس العلوم الزراعية من جامعة قناة السويس عام 1982[1]

## العمل السياسي والدعوي
- تمَّ انتخابه عضوًا بمجلس محلي الإسماعيلية عام 1992م، وكان رئيسًا للجنة الأوقاف والأزهر بالمجلس[1]
- مسؤول قسم التربية بجماعة الإخوان المسلمين
- انتخب في 14 يناير 2012 عضوا بمكتب إرشاد جماعة الإخوان المسلمين بدلاً من م. سعد الحسيني؛ نظرًا لانتخابه عضوًا بالمكتب التنفيذي لحزب الحرية والعدالة.[2]

## الاعتقال
حكمت عليه محكمة عسكرية استثنائية بثلاث سنوات في القضية العسكرية رقم 8 لسنة 1995م بتهمة محاولة احياء جماعة محظورة مع مجموعة من قيادات الإخوان وذلك عقب اجتماع لمجلس شوري الجماعة بمركزها العام بالتوفيقية وخرج من المعتقل عام 1998م.